# Greg Biffle

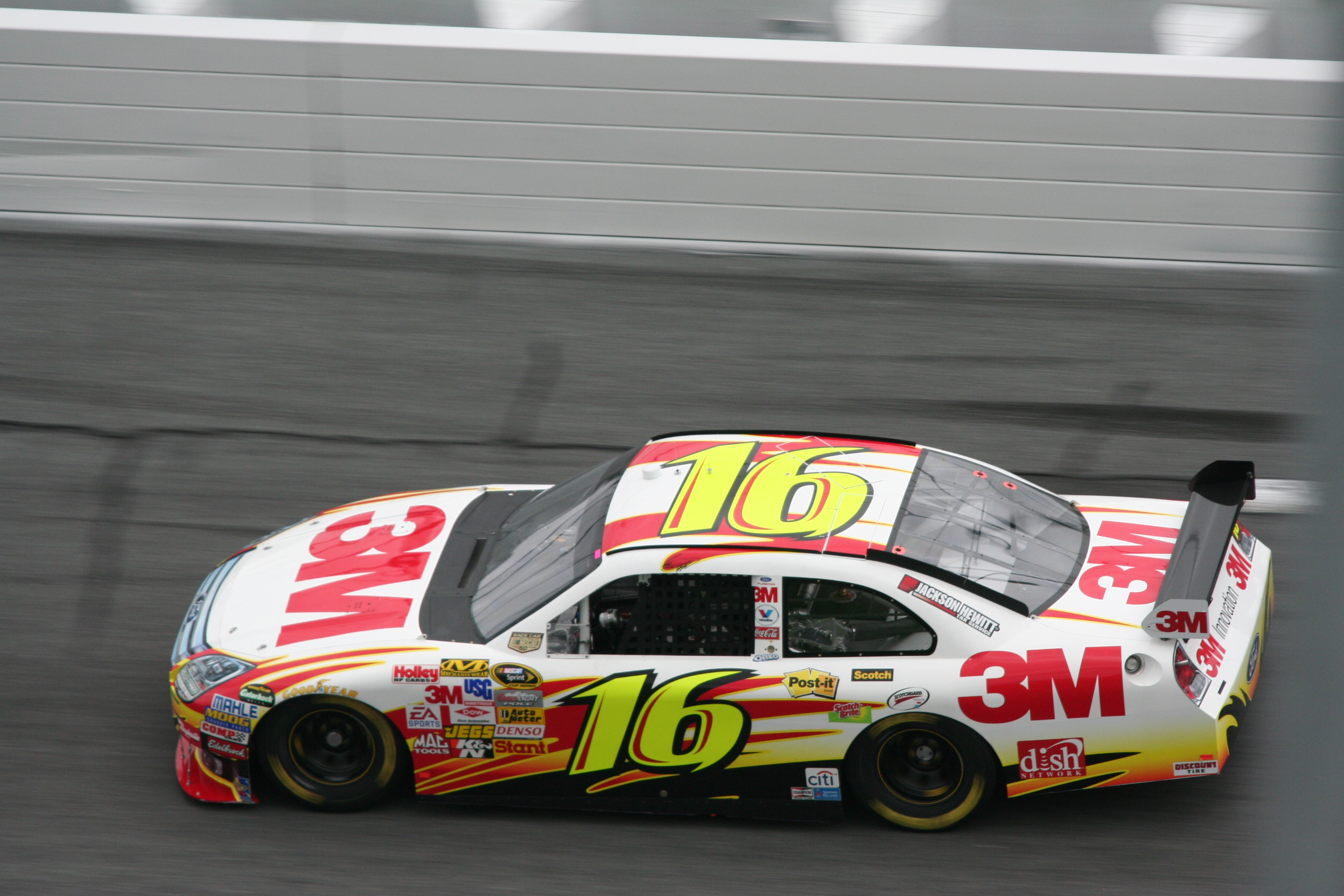
Biffle in 2008.

Gregory Jack "Greg" Biffle (Vancouver (Washington), 23 december 1969) is een Amerikaans autocoureur die actief is in de NASCAR Gander RV & Outdoors Truck Series voor GMS Racing.

## Carrière
Biffle behaalde zijn eerste succes als NASCAR-coureur in de Craftsman Truck Series. Hij finishte in zijn debuutseizoen in 1998 op de achtste plaats in de eindstand en won de trofee rookie of the year. In 1999 won hij negen races en werd vice-kampioen. In 2000 won hij het kampioenschap nadat hij achttien races binnen de top vijf finishte, waarvan vijf overwinningen.
In 2001 won hij vijf races in de Busch Series en won ook daar de trofee rookie of the year. Een jaar later won hij de races op de Dover International Speedway, de Milwaukee Mile, de Gateway International Raceway en op O'Reilly Raceway Park en won hij twee jaar na zijn titel in de Truck Series ook de titel in de Busch Series, de huidige Nationwide Series.
In 2003 startte hij fulltime in de Winston Cup, de huidige Sprint Cup en won dat seizoen de Pepsi 400 op de Daytona International Speedway. In 2005 won hij zes races waaronder de seizoensafsluiter, de Ford 400 op de Homestead-Miami Speedway en werd hij vice-kampioen na Tony Stewart. Nadat hij in 2006 en 2007 niet in de top tien van het kampioenschap eindigde, werd hij in 2008 derde in het kampioenschap na overwinningen van de Camping World RV 400 en de Sylvania 300. In 2007 finishte hij zevende in het kampioenschap en won voor de eerste keer geen race sinds hij fulltime aan de slag is in de Sprint Cup. In 2010 reed hij het zesde jaar bij Roush Fenway Racing en won hij twee races, de Pennsylvania 500 en de Price Chopper 400 en werd daarmee zesde in de eindstand.

## Resultaten in de NASCAR Sprint Cup
Sprint Cup resultaten (aantal gereden races, polepositions, gewonnen races en positie in het kampioenschap)
| Jaar | Races | Polepositions | Overwinningen | Kampioenschap |
| ---- | ----- | ------------- | ------------- | ------------- |
| 2002 | 7     | 0             | 0             | 48e           |
| 2003 | 35    | 0             | 1             | 20e           |
| 2004 | 36    | 1             | 2             | 17e           |
| 2005 | 36    | 0             | 6             | 2e            |
| 2006 | 36    | 2             | 2             | 13e           |
| 2007 | 36    | 1             | 1             | 14e           |
| 2008 | 36    | 2             | 2             | 3e            |
| 2009 | 36    | 0             | 0             | 7e            |
| 2010 | 36    | 0             | 2             | 6e            |
| 2011 | 36    | 3             | 0             | 16e           |
| 2012 | 36    | 3             | 2             | 5e            |
| 2013 | 36    | 0             | 1             | 9e            |